# عامل إطلاق الدوبامين
عامل إطلاق الدوبامين (DRA) هو نوع من الأدوية التي تحفز إفراز الدوبامين في الجسم و/أو الدماغ. لا توجد عوامل انتقائية لإطلاق الدوبامين معروفة حاليًا. أكثر محررات الدوبامين انتقائية هي 4-ميثيل أمينوركس، ولكن لها أيضًا نشاطًا كبيرًا كمحرر للنورادرينالين. كثيرا ما تستخدم هذه العقاقير لأغراض ترفيهية.